# My Songs Know What You Did in the Dark (Light Em Up)
«My Songs Know What You Did in the Dark (Light Em Up)» —en español: «Mis canciones saben lo que hiciste en la oscuridad (Enciéndelas)»— es una canción de la banda estadounidense Fall Out Boy, perteneciente a su quinto álbum de estudio, Save Rock and Roll, de 2013. Su composición estuvo a cargo de Patrick Stump, Pete Wentz, Joe Trohman, Andrew Hurley, John Hill y Butch Walker, mientras que este último la produjo. Mark «Spike» Stent realizó la mezcla en los estudios Mix Suite LA, en Santa Mónica, California, y Greg Calbi la masterizó en Sterling Sound, Nueva York. Island Records publicó el sencillo el 4 de febrero de 2013, día en que la banda anunció el regreso de su receso indefinido.
«My Songs Know What You Did in the Dark (Light Em Up)» recibió en general buenos comentarios por parte de los críticos, quienes concluyeron que la canción era una progresión natural para la banda. Entre otros comentarios, Jacob Tender de Under the Gun Review dijo que tiene un «estupendo y repetitivo estribillo», mientras que Bill Lamb de About.com declaró que «el sonido de la banda ha madurado de manera impresionante». El tema tuvo un buen recibimiento comercial. Alcanzó el top diez en varias listas de los Estados Unidos, entre ellas: Alternative Songs, Digital Songs, Pop Songs y Rock Songs. Además, en el Reino Unido alcanzó la quinta posición en el UK Singles Chart. El sencillo se convirtió en uno de los más exitosos de la banda al vender más de 8 000 000 copias en su país. Asimismo, la RIAA lo certificó con ocho discos de platino. La canción también consiguió las certificaciones de platino y oro en Australia y Nueva Zelanda, respectivamente.
El video musical, dirigido por Adam Donald y Andrew Zaeh, se estrenó el 4 de febrero de 2013. Este recibió una nominación a los premios MTV Video Music Awards de 2013 en la categoría mejor video de rock, pero perdió contra «Up in the Air» de 30 Seconds to Mars. Fall Out Boy interpretó el sencillo en diversos programas de televisión, tales como Jimmy Kimmel Live!, Sunrise, The Tonight Show With Jay Leno, Today Show, entre otros.

## Antecedentes y descripción
En 2009, en un punto de la gira en promoción al álbum Folie à Deux, Patrick Stump se dio cuenta de que la banda necesitaba desesperadamente un descanso. Andrew Hurley comentó respecto a eso en una entrevista: «Él nos sentó y dijo: "Si no nos tomamos un descanso nos vamos a terminar separando [...] Nos vamos a odiar unos a otros y no vamos a querer hacer esto otra vez». El 4 de octubre de ese año el grupo realizó su último concierto, y en noviembre, Pete Wentz declaró: «Estamos en un descanso que no tiene un final definido. No hay una fecha final». En 2012, Fall Out Boy se juntó con el productor Butch Walker en el estudio Rubyred Recordings, en Venice, California, para grabar su quinto álbum de estudio. La banda no había anunciado su regreso del receso indefinido, por lo que debieron mantenerlo en secreto. En una entrevista con Rolling Stone, Pete Wentz dijo: «Necesitábamos algo donde la gente sintiera la misma sensación que tenía cuando escuchó Fall Out Boy por primera vez, pero la música no podría sonar como la misma que habíamos hecho antes». Posteriormente, en una entrevista con la revista Time, él comentó: «Cuando estábamos escribiendo "My Songs Know What You Did in the Dark (Light Em Up)" teníamos amigos que estaban como: "Esa canción suena como una canción de hip hop". Cuando se la mostramos a 2 Chainz, él estaba como: "Wow, esta es una canción de rock pesado"». Wentz dijo que lo que querían hacer era una mezcla difícil de encontrar: «Queríamos algo que fuera realmente crudo». «My Songs Know What You Did in the Dark (Light Em Up)» la compusieron todos los integrantes de Fall Out Boy junto a John Hill y Butch Walker, mientras que este último estuvo a cargo de su producción. Asimismo, Mark «Spike» Stent la mezcló en el estudio Mix Suite LA, en Santa Mónica, California, y Greg Calbi la masterizó en Sterling Sound, Nueva York. La canción está compuesta en la tonalidad re menor, sigue un tempo moderado de 78 pulsaciones por minuto y el registro vocal de Patrick Stump abarca desde la nota do mayor hasta re mayor. El sello Island Records publicó el sencillo el 4 de febrero de 2013, día que la banda anunció su regreso del receso indefinido.

## Recepción

### Crítica
La canción recibió tanto comentarios positivos como negativos por parte de los críticos. Bill Lamb de About.com le otorgó cuatro estrellas y media de cinco, y señaló que «el sonido de la banda ha madurado de manera impresionante». También comentó: «"My Songs Know What You Did in the Dark" suena casi como si la banda estuviera tomando influencias del hip hop y el arena rock, y luego las volcaran en algo nuevo. El efecto es estimulante. […] Es evidente que el grupo no está deseando hacer hincapié en su pasado, sino que están mirando hacia el futuro». Jesse Richman de PropertyOfZack le dio la misma puntuación y la llamó una canción «grandiosa», además declaró: «"Light Em Up" es una progresión lógica para la banda [...] es la conclusión eminentemente previsible que todos deberíamos haber visto venir». Jillian Pellegrini de Idolator dijo: «La pista está marcada por la todavía distintiva voz de Patrick Stump, pero está claro que el sonido de Fall Out Boy ha evolucionado desde la última vez que grabaron». Concluyó que «"My Songs..." es más pesada que la mayoría de los anteriores éxitos del cuarteto, pero que aun así sigue manteniendo un gancho pegadizo». Scott Heisel de la revista Alternative Press le concedió tres estrellas sobre cinco, y escribió: 

«Es dudoso que alguien previera un retumbante híbrido de R&B y hip hop, con prácticamente ninguna semejanza a cualquier cosa remotamente de Fall Out Boy. […] En cuanto a las letras de Pete Wentz, el coro es más bien débil, y los versos tampoco son drásticamente diferentes estilísticamente. Pero las verdaderas preocupaciones son las siguientes: ¿Dónde están las guitarras? ¿Dónde está la batería? ¿Dónde está la banda? Este no es el Fall Out Boy con el que crecimos escuchando, pero por otra parte, para bien o para mal, nunca se han repetido a lo largo de su carrera. Les damos puntos por seguir intentando cosas nuevas, pero no vamos a contener la respiración para un From Under the Cork Tree Pt. II con su nuevo álbum, Save Rock and Roll».

Sylvie Lesas de Evigshed lo describió como «un fuerte himno arena pop rock, hipnótico y adictivo [que] combina furiosos golpes de sonidos rítmicos con un toque de world music, un gancho masivo y una melodía memorable». Scott Shetler de PopCrush la calificó con tres estrellas y media de cinco y comentó: «Mientras que la mayoría de la música de la banda gira en torno a pegadizos riffs de guitarra, la más reciente se basa en un ritmo de palmas y tambores retumbantes». También dijo que «"My Songs" es una progresión natural para el grupo». En su reseña al álbum Save Rock and Roll, Jason Lipshutz de Billboard comentó que es «una evolución natural en el sonido de Fall Out Boy […] No es "Sugar, We're Goin Down", pero [su] gancho sigue siendo abrasador». Jacob Tender de Under the Gun Review mencionó que tiene un «estupendo y repetitivo estribillo», no obstante, afirmó: «"My Songs Know What You Did in the Dark" es buena, no fantástica». Brandon Wall-Fudge del sitio web Sanctuary Review escribió: «Acá tenemos a la banda dando el siguiente paso lógico a partir de Folie à Deux. La pista está arraigada profundamente al pop rock que Fall Out Boy solidificó en su último álbum. "My Songs" [tiene la] misma fórmula pegadiza en la que los aficionados de la banda han caído desde hace años, [pero] no es la canción más inventiva o impresionante que la banda ha lanzado». Por otra parte, Rachel Brodsky de Buzzworthy señaló que «"My Songs Know What You Did in the Dark (Light Em Up)" es una pista contundentemente oscura, que incluso se desliza dentro del territorio hair metal de los 80, en ocasiones con guitarras estridentes, y algunos gritos [al estilo] Whitesnake». Grace Carroll de Gigwise mencionó que cuenta con «grandes coros y con ganchos aún más grandes» y que «se siente como un llamado a las armas o, al menos, un llamado de atención».

### Comercial
«My Songs Know What You Did in the Dark (Light Em Up)» contó en general con un buen recibimiento comercial, y se convirtió en uno de los sencillos más exitosos del grupo. En los Estados Unidos, debutó en el tercer puesto de la lista Digital Songs tras vender 162 000 copias; en dicho conteo se mantuvo durante treinta y nueve semanas. Simultáneamente, ingresó en la posición veintiséis en el Billboard Hot 100. La canción alcanzó su máxima posición en su semana número diecinueve, en el puesto trece. En la lista Rock Songs alcanzó la segunda posición, donde se mantuvo varias semanas detrás de «Radioactive» de Imagine Dragons. Ingresó también en los conteos Alternative Songs y Pop Songs, y obtuvo la séptima posición en ambas listas. Asimismo, llegó a las posiciones trece y quince en Radio Songs y Adult Pop Songs, respectivamente. A mediados de 2015, y tras haber vendido 5 000 000 de copias en los Estados Unidos, la Recording Industry Association of America (RIAA) le otorgó cinco discos de platino. Esto lo convirtió en el sencillo más vendido de la banda, y el primero en alcanzar tres discos de platino. Por otra parte, en Canadá consiguió el puesto diecinueve en el Canadian Hot 100.
En Europa no tuvo una buena recepción. En la región Flandes de Bélgica alcanzó la posición treinta y tres en la lista Ultratip 50. En Francia debutó en el puesto 193, luego reingresó en el 170, y semanas después llegó a la posición ochenta y nueve. En los Países Bajos debutó en el puesto número sesenta y siete y ahí consiguió su mejor posición. También ingresó en los conteos de Eslovaquia y la República Checa en las posiciones cincuenta y uno y veinte ocho, respectivamente. En el Reino Unido, «My Songs Know What You Did in the Dark (Light Em Up)» entró en el puesto número cinco del UK Singles Chart, lo que lo convirtió en el cuarto top diez y en la segunda mejor posición de la banda en dicho país. En 2014, la British Phonographic Industry (BPI) lo certificó con un disco de plata luego de vender 200 000 copias. En Escocia alcanzó el cuarto lugar, mientras que en Irlanda obtuvo el treinta y tres. En Oceanía, ingresó tanto en los conteos de Australia como de Nueva Zelanda. En el primero de estos países, debutó en la lista Australian Singles Chart en el puesto treinta y seis, y llegó hasta el treinta. Tiempo más tarde, la Australian Recording Industry Association (ARIA) lo certificó con un disco de platino tras vender 70 000 copias. En Nueva Zelanda entró en la posición veinte tres y en su novena semana alcanzó el número trece; luego de vender 7500 copias, la Recorded Music NZ (RMNZ) lo certificó con un disco de oro. Por otra parte, en Japón logró el puesto veintiocho en el Japan Hot 100.

## Video musical

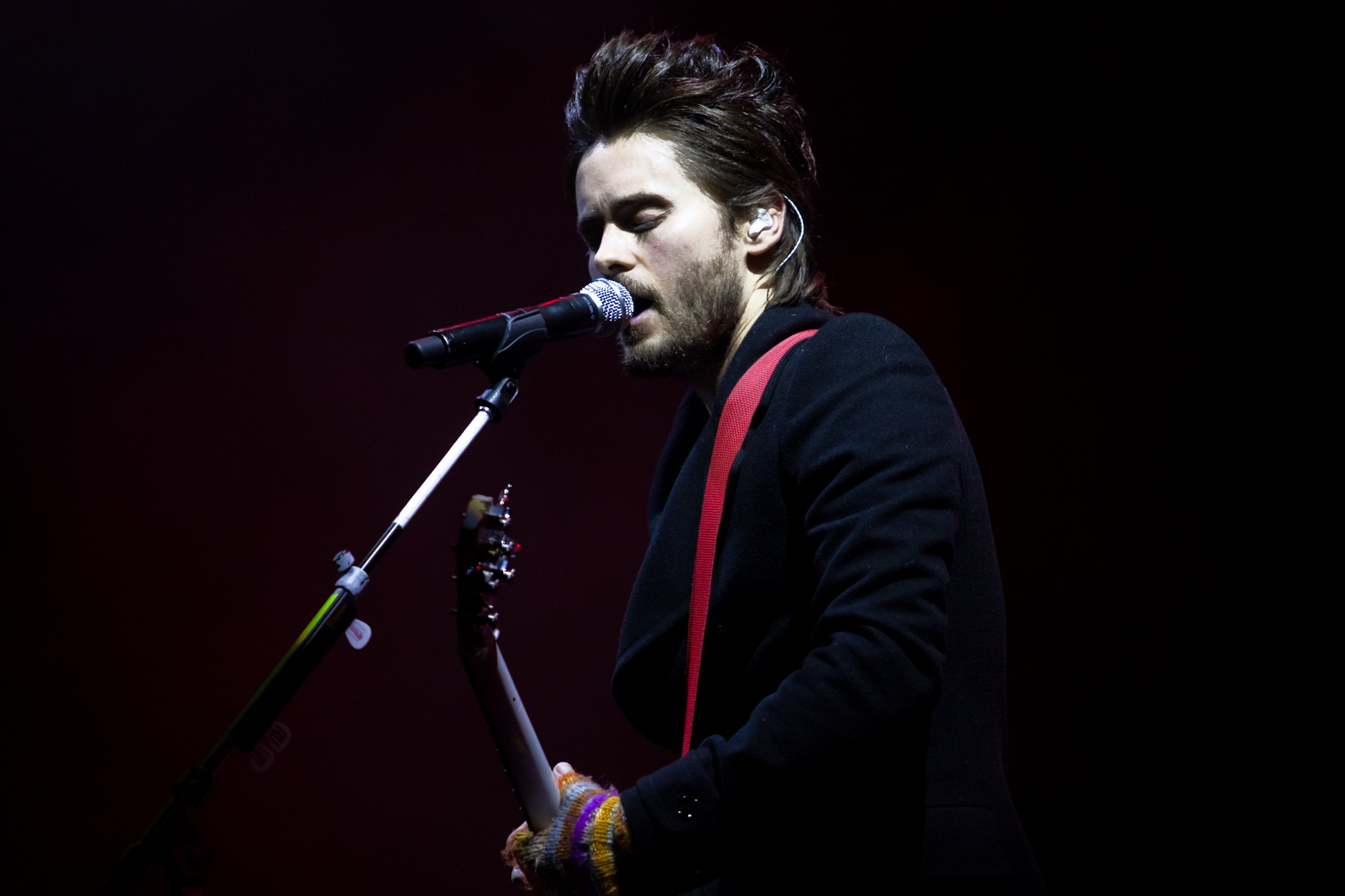
El video recibió la nominación a mejor video de rock en los MTV Video Music Awards de 2013, pero perdió contra «Up in the Air» de 30 Seconds to Mars. (En la imagen, Jared Leto, vocalista de la banda).

El video musical lo dirigieron Adam Donald y Andrew Zaeh bajo el nombre Donald/Zaeh. El grupo lo estrenó el 4 de febrero de 2013, día en que lanzaron «My Songs Know What You Did in the Dark (Light Em Up)». Este es parte de una serie de once videoclips llamada The Young Blood Chronicles, la cual está inspirada en parte por la película Daft Punk's Electroma del dúo de música electrónica Daft Punk. El video comienza con el rapero 2 Chainz alejándose de una camioneta negra, seguido a eso vierte gasolina sobre una gran cantidad de madera y crea una fogata. Dos mujeres salen de la camioneta con varios instrumentos pertenecientes a la banda y los arrojan al fuego. Junto a los instrumentos, también tiran varios álbumes pertenecientes a su discografía, entre ellos: Fall Out Boy's Evening Out With Your Girlfriend, Take This to Your Grave y From Under the Cork Tree. Luego, 2 Chainz utiliza un lanzallamas para acelerar el proceso de incineración, mientras que las mujeres regresan a la furgoneta. Al finalizar el video, las dos mujeres abren las puertas traseras de la misma, donde se encuentran los cuatro miembros de Fall Out Boy atados y encapuchados.
Rachel Brodsky de Buzzworthy lo llamó un video sorprendente protagonizado por 2 Chainz y que cuenta con el rapero actuando como un pirómano paseándose por un parque oscuro y boscoso incendiando todo a la vista. Por su parte, Bill Lamb de About.com declaró que «muestra el pasado de la banda literalmente en llamas». Jesse de Pop Blerd afirmó que «el video sirve como un adiós al pasado». Scott Heisel de Alternative Press comentó respecto a la escena donde se encuentra la banda en la camioneta: «Es un gran momento visual que dice mucho sobre la carrera de la banda después del hiato: "El Fall Out Boy que usted conoce y ama está más que muerto"». En una entrevista con VH1, Pete Wentz explicó la colaboración con 2 Chainz en el video: «El video [con] 2 Chainz tenía sentido para mí porque era como ¿"salvar el rock and roll"? Esto no es rock and roll, lo que significa que es la cosa más rock and roll que puedes hacer ahora. Nosotros lanzamos el video y creo que la gente estaba como "¿Qué? El nuevo video de Fall Out Boy es solo 2 Chainz incendiando cosas". Para mí eso fue nosotros haciendo una declaración importante». El video recibió una nominación a los premios MTV Video Music Awards de 2013 en la categoría mejor video de rock, pero perdió contra «Up in the Air» de 30 Seconds to Mars.

## Interpretaciones en directo

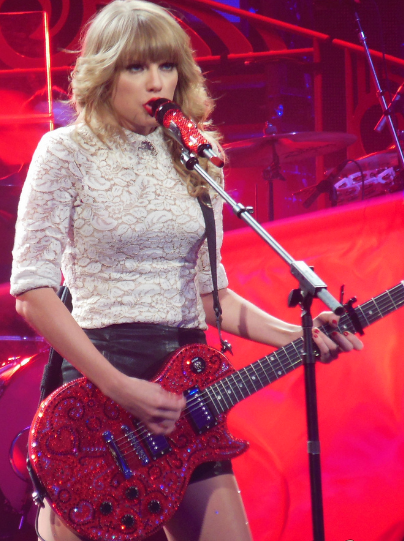
Fall Out Boy interpretó la canción junto a Taylor Swift en el Victoria's Secret Fashion Show de 2013.

El 4 de febrero de 2013, el día en que anunciaron su reunión, Fall Out Boy interpretó la canción por primera vez en un local llamado Subterranean, en Chicago, Illinois. El 13 de ese mes, la presentaron en el late night show Jimmy Kimmel Live!. Tres días después la interpretaron en el NBA Slam Dunk Contest, donde 2 Chainz apareció como artista invitado e interpretó la canción junto a la banda. El 24 de marzo, mientras se encontraban de gira por Australia, acudieron e interpretaron el tema en el programa Sunrise. El día del lanzamiento de Save Rock and Roll en los Estados Unidos, el grupo la tocó en Trending 10 en Fuse TV. El 17 de abril, la banda interpretó la canción en el programa Conan, la cual contó con varias referencias a la película This Is Spinal Tap, donde Harry Shearer (protagonista de la misma) apareció tocando el bajo. El grupo siguió promocionando el sencillo y se presentó en The Tonight Show With Jay Leno. El 11 de junio, la presentaron en The Voice. El 19 de julio Fall Out Boy tocó para el programa matutino Today Show en el Rockefeller Center en Nueva York, donde interpretaron «My Songs Know What You Did in the Dark (Light Em Up)» junto a otros dos de sus sencillos, «Sugar, We're Goin Down» del álbum From Under the Cork Tree y «Alone Together» de Save Rock and Roll.
El 4 de septiembre la tocaron en el programa America's Got Talent. Al mes siguiente actuaron en conjunto con el grupo country The Band Perry en el programa CMT Crossroads. La presentación de «My Songs Know What You Did in the Dark (Light Em Up)» junto a la banda ya mencionada recibió la nominación a actuación del año en los premios CMT Music Awards de 2014. El 3 de noviembre asistieron a los premios BBC Radio 1 Teen Awards, donde interpretaron el tema junto a «The Phoenix», «Young Volcanoes», «Sugar We're Going Down» y «This Ain't a Scene, It's an Arms Race». El 13 de noviembre tocaron la canción en el Victoria's Secret Fashion Show junto a la cantante de country pop Taylor Swift.

## Formato
- Descarga digital

| «My Songs Know What You Did in the Dark (Light Em Up)» |                                                        |          |  |
| N.º                                                    | Título                                                 | Duración |  |
| 1.                                                     | «My Songs Know What You Did in the Dark (Light Em Up)» | 3:08     |  |

| «My Songs Know What You Did in the Dark (Light Em Up)» |                                                                               |          |  |
| N.º                                                    | Título                                                                        | Duración |  |
| 1.                                                     | «My Songs Know What You Did in the Dark (Light Em Up)» (Remezcla de 2 Chainz) | 3:30     |  |

## Posicionamiento en listas
| País              | Lista                     | Mejor posición |
| 2013              | 2013                      | 2013           |
| ----------------- | ------------------------- | -------------- |
| Australia         | Australian Singles Chart  | 30             |
| Bélgica (Flandes) | Ultratip 50               | 33             |
| Canadá            | Canadian Hot 100          | 19             |
| Escocia           | Scottish Singles Chart    | 4              |
| Eslovaquia        | Radio Top 100 Chart       | 51             |
| Estados Unidos    | Adult Pop Songs           | 15             |
| Estados Unidos    | Alternative Songs         | 7              |
| Estados Unidos    | Billboard Hot 100         | 13             |
| Estados Unidos    | Digital Songs             | 3              |
| Estados Unidos    | Pop Songs                 | 7              |
| Estados Unidos    | Radio Songs               | 13             |
| Estados Unidos    | Rock Airplay              | 8              |
| Estados Unidos    | Rock Songs                | 2              |
| Estados Unidos    | Streaming Songs           | 26             |
| Francia           | French Singles Chart      | 89             |
| Irlanda           | Irish Singles Chart       | 33             |
| Japón             | Japan Hot 100             | 28             |
| Nueva Zelanda     | New Zealand Singles Chart | 13             |
| Países Bajos      | Single Top 100            | 63             |
| Reino Unido       | UK Rock & Metal           | 1              |
| Reino Unido       | UK Singles Chart          | 5              |
| República Checa   | Radio Top 100 Chart       | 28             |

| País           | Lista             | Posición |
| 2013           | 2013              | 2013     |
| -------------- | ----------------- | -------- |
| Canadá         | Canadian Hot 100  | 72       |
| Estados Unidos | Alternative Songs | 19       |
| Estados Unidos | Billboard Hot 100 | 40       |
| Estados Unidos | Digital Songs     | 20       |
| Estados Unidos | Pop Songs         | 40       |
| Estados Unidos | Radio Songs       | 59       |
| Estados Unidos | Rock Airplay      | 20       |
| Estados Unidos | Rock Songs        | 7        |
| Estados Unidos | Streaming Songs   | 67       |
| Reino Unido    | UK Singles Chart  | 113      |

### Certificaciones
| País           | Organismo certificador | Certificación | Ventas certificadas | Ref.   |
| -------------- | ---------------------- | ------------- | ------------------- | ------ |
| Australia      | ARIA                   | Platino       | 70 000              | [ 14 ] |
| Canadá         | MC                     | 3× Platino    | 240 000             | [ 86 ] |
| Estados Unidos | RIAA                   | 8× Platino    | 8 000 000           | [ 13 ] |
| Nueva Zelanda  | RMNZ                   | Oro           | 7500                | [ 15 ] |
| Reino Unido    | BPI                    | Platino       | 600 000             | [ 47 ] |

## Premios y nominaciones
«My Songs Know What You Did in the Dark (Light Em Up)» recibió nominaciones en varias ceremonias de premiación. A continuación, una lista con las candidaturas que obtuvo:
| Año  | Ceremonia de premiación | Categoría           | Resultado | Ref.          |
| ---- | ----------------------- | ------------------- | --------- | ------------- |
| 2013 | MTV Video Music Awards  | Mejor video de rock | Nominado  | [ 17 ]        |
| 2014 | CMT Music Awards        | Actuación del año   | Nominado  | [ 68 ]        |
| 2014 | AP Music Awards         | Canción del año     | Nominado  | [ 87 ] [ 88 ] |

## Créditos y personal
- Fall Out Boy: composición.
- Greg Calbi: masterización en Sterling Sound, Nueva York.
- Matty Green: asistente de mezcla.
- John Hill: composición.
- Jake Sinclair: ingeniería en Rubyred Recordings, Venice, California.
- Laura Sisk: ingeniería en Sonora Recorders, Los Ángeles, California.
- Mark «Spike» Stent: mezcla en Mix Suite LA, Santa Mónica, California.
- Butch Walker: composición y producción.
- Grabada en Rubyred Recordings, Venice, California.

Fuente: Libreto de Save Rock and Roll.